# Песочная терапия
Песо́чная терапи́я — один из методов психотерапии, возникший в рамках аналитической психологии. Это способ общения с миром и самим собой; способ снятия внутреннего напряжения, воплощения его на бессознательно-символическом уровне, что повышает уверенность в себе и открывает новые пути развития. Песочная терапия даёт возможность прикоснуться к глубинному, подлинному Я, восстановить свою психическую целостность, собрать свой уникальный образ, картину мира.

## Особенности метода песочной терапии

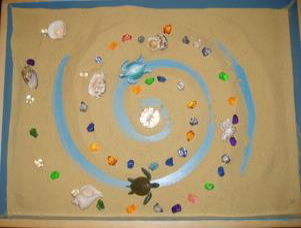
Пример композиции, созданной на сеансе песочной терапии

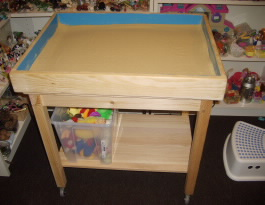
Стандартный деревянный поднос для песка

В песочной терапии используется деревянный поднос стандартного размера (50 × 70 × 8 см), песок, вода и коллекция миниатюрных фигурок. Дно и борта песочниц обычно выкрашены в голубой цвет, что позволяет моделировать воду и небо. Коллекция включает в себя различные объекты, которые встречаются в окружающем мире. Используются фигурки реальные и мифологические, созданные человеком и природой, привлекательные и ужасные. Использование естественных материалов позволяют ощутить связь с природой, а рукотворные миниатюры — принять то, что уже существует. Для терапевта составление коллекции может стать отдельным творческим и увлекательным процессом.
От других форм арт-терапии этот процесс отличается простотой манипуляций, возможностью изобретения новых форм, кратковременностью существования создаваемых образов. Возможность разрушения песочной композиции, её реконструкция, а также многократное создание новых сюжетов, придаёт работе определённый вид ритуала. Создание последовательных песочных композиций отражает цикличность психической жизни, динамику психических изменений. Здесь не требуется каких-либо особых умений. Миниатюрные фигурки, природные материалы, возможность создания объёмных композиций придают образу дополнительные свойства, отражают разные уровни психических содержаний, помогают установить доступ к довербальным уровням психики. При работе в психотерапии над расстройствами, происходящими из поры раннего детства, когда ребёнок ещё не мог разговаривать, зрительный образ является очень важным.

## История метода
Техника «песочной терапии» возникла в рамках юнгианского аналитического подхода и во многом базируется на работе с символическим содержанием бессознательного как источником внутреннего роста и развития.
Примерно в 1940-х годах в Швеции появился «тест мира», разработанный Шарлоттой Бюлер, или так называемый «Erica метод», который до сих пор используется в Швеции как диагностический инструмент в детской психиатрии. В Швейцарии несколько позже в работе с детьми начала использоваться «техника мира» Маргарет Ловенфельд, взятая из «теста мира».
В свою очередь, Дорой М. Калфф (Швейцария) из «техники мира» был разработан терапевтический метод — «сэндплэй» (игра с песком) вначале для работы с детьми, но в дальнейшем этот метод начал использоваться и в работе со взрослыми.

## Концептуальные источники песочной терапии
«Фантазия — мать всех возможностей, где подобно всем противоположностям внутренний и внешний миры соединяются вместе» (Карл Густав Юнг). Разработанная Юнгом техника активного воображения может рассматриваться как теоретический фундамент песочной терапии. Песочницу Юнг определял как детский аспект коллективного бессознательного, возможность придать травматическому опыту видимую форму. Создание песочных сюжетов способствует творческому регрессу, работа в песочнице возвращает в детство и способствует активизации «архетипа ребёнка». Пройдя через собственный опыт знакомства со своим «внутренним ребёнком», Юнг пишет: «Доминанта ребёнка — это не только нечто из далекого прошлого, но и то, что существует сейчас, то есть, это не рудиментарный след, а система, функционирующая в настоящем. … „Ребёнок“ прокладывает путь к будущему преображению личности».
Автор этого метода, швейцарский юнгианский аналитик Дора Калфф, считает главным принципом, положенным ею в основу работы, — «создание свободного и защищённого пространства», в котором клиент — ребёнок или взрослый — может выражать и исследовать свой мир, превращая свой опыт и свои переживания, часто непонятные или тревожащие, в зримые и осязаемые образы. «Картина на песке может быть понята как трехмерное изображение какого-либо аспекта душевного состояния. Неосознанная проблема разыгрывается в песочнице, подобно драме, конфликт переносится из внутреннего мира во внешний и делается зримым» (Дора Калфф, «Sandplay», 1980).
Ко времени смерти Доры Калфф в 1990 г. её работа получила общее признание во многих странах мира. В настоящее время метод игры с песком в равной степени используется в работе и с детьми, и со взрослыми. Большинство старших специалистов, применяющих на практике метод игры с песком, — юнгианские аналитики, но большинство членов Международного общества терапевтов, использующих метод игры с песком, не являются юнгианскими аналитиками. Данная техника получила широкую известность, и её применение остаётся привлекательным для многих специалистов.